# Héctor Pérez (Radsportler)
Héctor Pérez (* 7. Juli 1959) ist ein ehemaliger mexikanischer Radrennfahrer.

## Sportliche Laufbahn
Pérez war Teilnehmer der Olympischen Sommerspiele 1988 in Seoul. Im Mannschaftszeitfahren belegte Mexiko mit Gabriel Cano, Guillermo Gutiérrez, Héctor Pérez und Luis Rosendo Ramos den 22. Rang. Im olympischen Straßenrennen wurde er als 93. klassiert.
Bei den Zentralamerika- und Karibikspielen 1990 gewann er die Silbermedaille im Mannschaftszeitfahren gemeinsam mit Oscar Rios, Luis Rosendo Ramos und Juan Ramón Camacho. Er startete für den Verein Denti-Valtron.